# Wasser und Leben

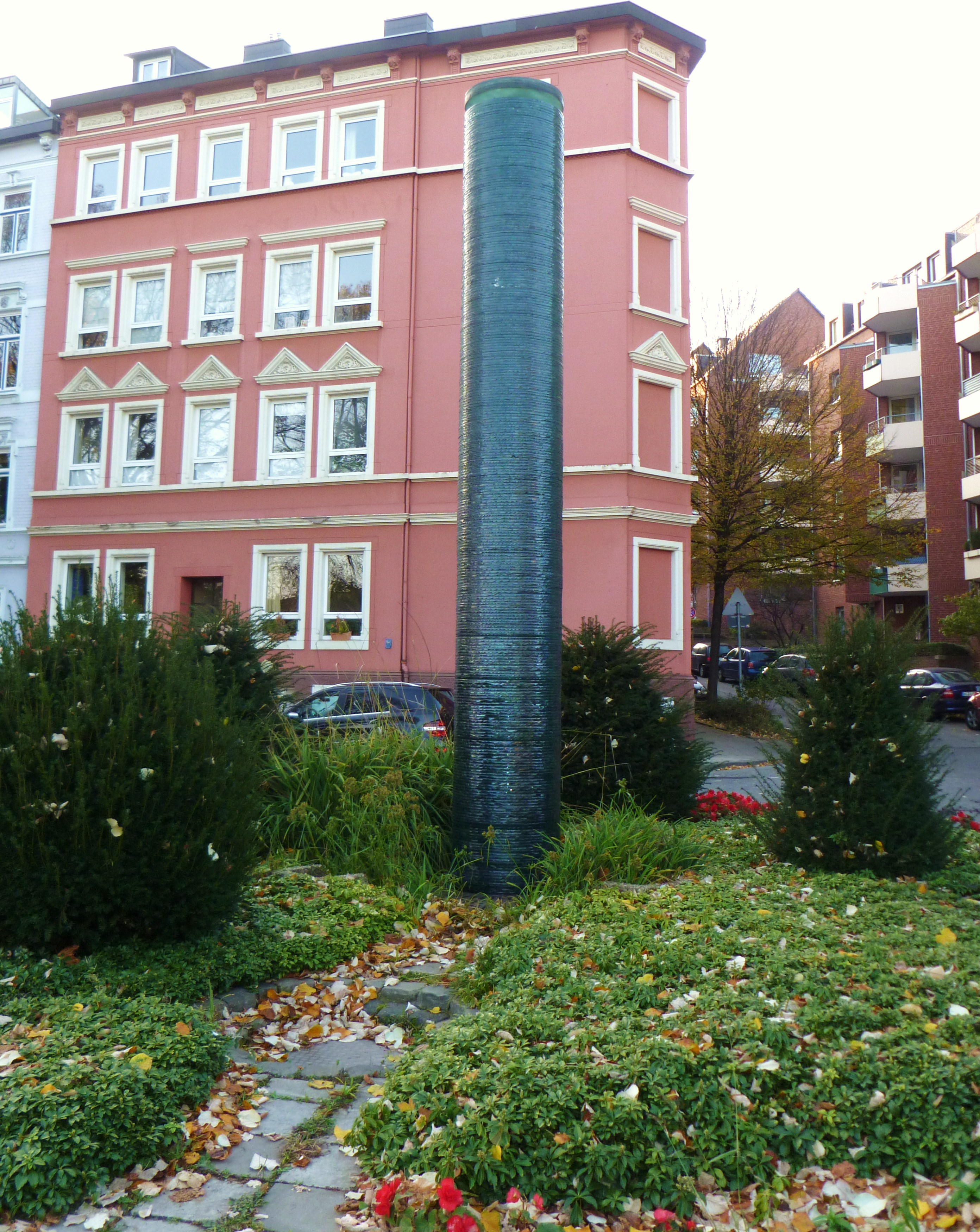
Brunnenanlage "Wasser und Leben"

Die Wasserskulptur Wasser und Leben ist ein Brunnen in Aachen-Burtscheid. Sie wurde nach einem Entwurf des Künstlers Heinz Tobolla aus 291 einzelnen, übereinandergeschichteten Glasscheiben gefertigt. Der Brunnen wurde am 9. Dezember 1989 vor dem Eingang des Schwertbades in der Benediktinerstraße aufgestellt und gilt als neues Denkmal der Badestadt Aachen.
Als ursprünglicher Standort der Brunnenanlage war der Lindenplatz in Aachen vorgesehen. Die Aufstellung des Brunnens scheiterte 1986 am Widerstand der Anwohner, die sich anstelle der Errichtung dieser Brunnenskulptur für die Offenlegung des Johannisbaches ausgesprochen haben.